# キム・ヨンオク (俳優)
キム・ヨンオク（ハングル：김영옥、漢字：金英玉、1938年1月6日 - ）は、韓国の女優、声優。
女優のナ・ムニと共に「国民のおばあちゃん」の愛称で親しまれている。

## 経歴・人物
1男1女の母。1959年にKBS春川放送局アナウンサーとして応募後、入社。翌年にはCBS専属声優としてデビュー。1969年に始めて、ドラマに出演した。以来、韓国を代表するベテラン女優の1人
となった。女優のキム・スミと映画『ヘルモニ』で対立を繰り広げて、注目を浴びる。

## 主な出演作品
凡例：KBS＝韓国放送公社、MBC＝文化放送、SBS＝ソウル放送

### テレビドラマ
- ムレバン（MBC、1970年）
- 女子高校生（MBC、1976年）- ボンランの母役
- 幸せを迎える（MBC、1978年）- ヒョンジャ役
- 愛と真実（MBC、1984年-1985年）- ナムウォン宅役
- 愛と野望（MBC、1987年）- ヘジュ・ヘウォンの叔母役
- 腕章（MBC、1989年）- ウンガン宅役
- 昔の金草（KBS、1991年）- パク女史役
- 黎明の瞳（MBC、1991年）- キム老人役
- 生きるのは（SBS、1993年）- ハン・ピョモ役
- 第3共和国（MBC、1993年）- 白南儀（ペク・ナムイ、朴正熙の母）役
- マッチ箱の中の女（SBS、1994）- パク夫人役
- 王妃チャン・ノクス -宮廷の陰謀-（KBS、1995年）- シン氏夫人役
- 風が吹いても（KBS、1995年）- チ・ソネ役
- 宮廷女官キム尚宮（KBS、1995年）- 李爾瞻の母役
- 世界で最も美しい別れ（MBC、1996年）- 祖母役
- 私が生きる理由（MBC、1997年）- キム・スクヒ役
- おばさん（MBC、2000年-2001年）- サムスクの母役
- ボディーガード（KBS、2003年）- ナヨンの祖母役
- 復活（KBS、2005年）- 修道女役
- 憎くても可愛くても（KBS、2007年-2008年）- チェ女史役
- タルジャの春（KBS、2007年）- イ・クッス役
- コーヒープリンス1号店（MBC、2007年）- ハンギョルの祖母役
- ニューハート（MBC、2007年）- イ・ムノク役
- 必殺! 最強チル（KBS、2008年）- モンドゥ役
- 家門の栄光（SBS、2008年-2009年）- ユン・サムウォル役
- 花より男子～Boys Over Flowers（KBS、2009年）- スンニョ役
- 推奴（KBS、2010年）- ファン・チョルンの母役
- ドラゴン桜〈韓国版〉（KBS、2010年）- イ・ブニ役
- パラダイス牧場（SBS、2011年）- ダジの友人の祖母役
- 恋愛じゃなくて結婚（tvN、2014年）- ノ・ジョンスン役
- 帰ってきたファン・グムボク（SBS、2015年）- ミセス王役
- 恋のスケッチ〜応答せよ1988〜（tvN、2015年）- ドクソンの祖母役（特別出演）
- ディア・マイ・フレンズ（tvN、2016年）- オ・サンブン役
- 吹けよ、ミプン（MBC、2016年-2017年）- ダルレ役
- ショッピング王ルイ（MBC、2016年）- チェ・イルスン役
- 医心伝心〜脈あり!恋あり?〜（tvN、2017年）- コップン役
- 恋するダルスン 〜幸せの靴音〜（KBS、2017年）- カン・プニ役
- 偉大な誘惑者（MBC、2018年）- 老人ホームの入居者役
- ハンムラビ法廷〜初恋はツンデレ判事!?〜（JTBC、2018年）- チャオルムの祖母役
- 魔女の愛（MBN、2018年）- メン・イェスン役
- ボクスが帰ってきた（SBS、2018年-2019年）- イ・スネ役
- 彼女の私生活（tvN、2019年）- ドクミの祖母役
- ザ・キング:永遠の君主（SBS、2020年）- ノ・オクナム役
- マウス（tvN、2020年）- キム・カッナン役
- 海街チャチャチャ（tvN、2021年）- キム・ガムニ役
- イカゲーム（Netflix、2021年）- ギフンの母役
- 紳士とお嬢さん（KBS、2021年-2022年）- シン・ダルレ役
- 智異山（tvN、2021年）- イ・ムノク役
- 明日（MBC、2022年）- イ・ジョンムン役

### 映画
- 春が来れば（2004年）
- カン・チョルジュン 公共の敵1-1（2008年）
- サニー　永遠の仲間たち（2011年）- キム・スニム（ナミの祖母）役
- ヘルモニ（2015年）- 巫女のおばあさん役

### バラエティ
- クイズバラエティ〜屋根裏部屋の問題児たち　- 2020年ゲスト出演

### 声の出演（朝鮮語吹き替え）
- マジンガーZ（日本制作、MBC放送、1972年-1974年）- 兜甲児役
- ポールのミラクル大作戦（日本制作、東洋放送、1976年-1977年）- ポール役

### 受賞歴
1993年KBS演技大賞 - 女子最優秀演技賞
2005年KBS芸能大賞 - 功労賞
2009年MBC演技大賞 - 連続劇部門黄金演技賞